# 阿達莫韋
50°49′52″N 27°28′59″E / 50.83111°N 27.48306°E
阿達莫韋（烏克蘭語：Адамове），是烏克蘭北部的村莊，隸屬日托米爾州的茲維亞赫爾區。該村面積0.4平方公里，海拔高度210米，2001年人口67，人口密度每平方公里167.5人。